# Nisseviken (ort)
Nisseviken (förr kallat Marbodar) är ett fiskeläge i Gotlands kommun i Gotlands län, beläget vid havsviken Nisseviken på sydvästra Gotland cirka 15 km sydväst om Hemse.
Orten ligger i Näs socken, några kilometer norr om vindkraftsparken i Näs och några kilometer söder om Hablingbo och Petes museigård.
I Nisseviken finns bland annat:
- ett område med fiskebodar kallat Garngardi,
- en badplats (med sandstrand och brygga) som är känd för att ha det varmaste vattnet på Gotland,
- ett stug- och villaområde (sedan 1950-talet) med cirka 100 stugor och villor och
- en restaurang/café/uthyrning/kiosk där främst under sommarmånaderna olika band och trubadurer brukar spela.